# FIFA World Player 2003
El migcampista francès Zinédine Zidane va guanyar el FIFA World Player of the Year 2003.

## Resultats

### Homes
| Posició | Jugador             | Punts | Equip                |
| ------- | ------------------- | ----- | -------------------- |
| 1       | Zinédine Zidane     | 264   | Reial Madrid         |
| 2       | Thierry Henry       | 186   | Arsenal FC           |
| 3       | Ronaldo             | 176   | Reial Madrid         |
| 4       | Pavel Nedved        | 158   | Juventus FC          |
| 5       | Roberto Carlos      | 105   | Reial Madrid         |
| 6       | Ruud van Nistelrooy | 86    | Manchester United FC |
| 7       | David Beckham       | 74    | Reial Madrid         |
| 8       | Raúl                | 39    | Reial Madrid         |
| 9       | Paolo Maldini       | 37    | AC Milan             |
| 10      | Andrí Xevtxenko     | 26    | AC Milan             |